# Stephen Tharp
Stephen Tharp (n. 1970) es un organista estadounidense. Un crítico del Dallas Morning News escribió que él es "uno de los organistas de concierto más brillantes en estos días".

## Biografía
Se graduó de Illinois College y Northwestern University, donde estudió con Rudolf Zuiderveld y Wolfgang Rübsam, respectivamente, Ha actuado extensamente, habiendo realizado más de 32 giras en solitario y más de 800 conciertos solo en América del Norte. Además, ha impartido clases magistrales en la Universidad de Yale, en el Westminster Choir College, en el Cleveland Institute of Music y en otros lugares, así como en jurados para competiciones en Juilliard y la Universidad de Northwestern. Tharp ha grabado numerosos CD, incluyendo las obras de órgano completas de Jeanne Demessieux, por lo que fue premiado con el Preis der Deutschen Schallplattenkritik.
De 1995 a 1997, fue organista en la Catedral de San Patricio. De 1998 a 2002, fue organista asociado en Santo Bartholomew. Durante la temporada 2013/2014, fue artista en residencia en Grace Church en Manhattan. En 2008, Tharp fue nombrado organista oficial de la visita del Papa Benedicto XVI a Nueva York. También apareció en Pipedreams de American Public Media. Además, fue galardonado con el 2011 Intérprete Internacional del Año por el capítulo de la Ciudad de Nueva York del American Guild of Organists.
Además de ser un compositor y transcriptor por derecho propio, Tharp es un intérprete frecuente de obras modernas, ha interpretado obras de Philip Moore, Anthony Newman, Thierry Escaich y otros.
Desde noviembre de 2014, ha sido Artista en Residencia en St. James Madison Avenue en la ciudad de Nueva York.